# Adam Scott (diễn viên)
Adam Paul Scott (sinh ngày 3 tháng 4 năm 1973) là một diễn viên, diễn viên hài, đạo diễn, biên kịch, nhà sản xuất phim, podcaster, vũ công, và nhà thơ người Mỹ. Anh được người ta biết đến nhiều nhất với vai diễn Ben Wyatt trong hài kịch tình huống NBC Parks and Recreation. Anh cũng thủ vai Derek trong phim Step Brothers, và Henry Pollard trong hài kịch tình huống Starz tựa là Party Down.

## Tiểu sử
Scott sinh ra ở Santa Cruz, California, là con trai của Anne (tên lúc sinh Quartara) và Douglas Scott. Anh có hai anh trai, Shannon và David. Scott đã nói rằng David "trông giống tôi nhưng thông minh hơn và thừa hưởng trí tuệ của cha mẹ của chúng tôi", cả hai vị đều đã về hưu giáo viên. Anh tốt nghiệp từ Trường trung học Harbor và Học viện Kịch nghệ Hoa Kỳ ở Pasadena, California.